# État de Dhenkanal
1529–1948
Entités précédentes :
- Raj britannique

Entités suivantes :
- Inde

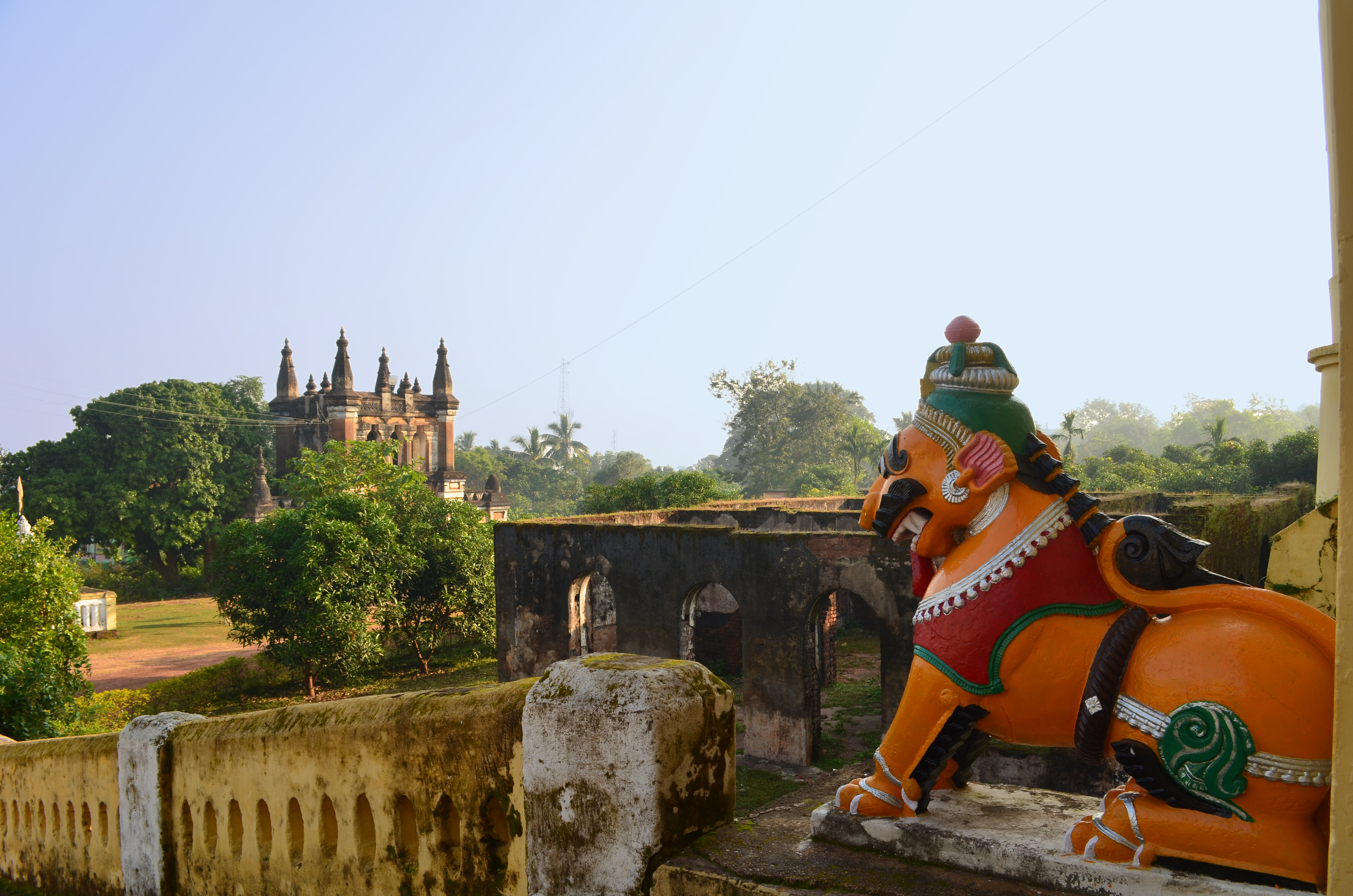
Vue du palais du Mahârâja.

Dhenkanal est un ancien État princier des Indes. La capitale était la ville de Dhenkanal.
L'État fut gouverné par des rajas jusqu'en 1948 puis intégrée à l'Eastern States Union puis à l'État d'Orissa (aujourd'hui Odisha).

## Dirigeants: Râja puis Mahârâja
- Râja
  - 1530 - 1594 : Hari Singh Vidyhar
  - 1594 - 1615 : Loknath Ray Singh Bharamarbar
  - 1615 - 1641 : Balabhra Ray Singh
  - 1641 - 1682 : Nilakantha Ray Singh
  - 1682 - 1708 : Nrusingha Bhramarbar
  - 1708 - 1728 : Kunja Behari Bhramarbar
  - 1728 - 1741 : Braja Behari Bhramarbar
  - 1741 - 1743 : Damoodar Bhramarbar
  - 1743 - 1785 : Trilochan Singh
  - 1785 - 1796 : Dayanidhi Mohindra Bahur
  - 1796 - 1807 : Ramachandra Mohindra   Bahur
  - 1807 - 1822 : Krushna Chandra Mohindra Bahur
  - 1822 - 1830 : Shyamchandra Mohindra Bahur
  - 1830 - 1869 : Bhagiratha Mohindra Bahur
- Mahârâja
  - 1869 - 1873 : Bhagiratha Mohindra Bahur
  - 1873 - 1877 : Pitambar Deo
  - 1877 - 1885 : Dinabandhu Mohindra Bahur
  - 1885 - 1905 : Surya Pratap Mohindra Bahur
  - 1905 - 1918 : Surya Pratap Mohindra Bahur
  - 1918 - 1947 : Shankar Pratap Mohidra Bahur